# Павлик, Сергей Евгеньевич
Сергей Евгеньевич Павлик (5 апреля 1987 года, Калужская область, г. Козельск) — российский спортсмен, 10-ти кратный чемпион России по борьбе куреш, двукратный чемпион мира, двукратный чемпион в борьбе на поясах на летней универсиаде 2013 года. Выступает в категория свыше 100 кг. Награждён Почётной грамотой Президента Российской Федерации за выдающиеся спортивные достижения.

## Достижения
Чемпион России по борьбе куреш в 2010, 2012, 2013, 2015—2021 года.
Чемпион мира по борьбе куреш в 2019 и 2020 годах. На чемпионате мира по борьбе куреш 2021 года занял 2-е место.
Победитель кубка мира по поясной борьбе в 2017 и 2021 годах.
Занял 2 место по борьбе куреш в абсолютной категории на Всемирных играх кочевников 2016 года (Киргизия).